# معركة الري
معركة الري هي معركة نشبت بين الجيش الساساني وجيش الخلافة الراشدة في عام 651م. أيضًا كانت جزءًا من الصراع بين أسرة إسباهبودان وأسرة مهران.